# Пиетро Маскани
Пиетро Маскани (на италиански: Pietro Mascagni) е италиански оперен композитор, положил началото на течението веризъм, който твори повече от половин век и създава над петнадесет произведения, между които: „Приятелят Фриц“ (1891), „Уилям Ратклиф“ (1895), „Ирис“ (1898), „Маските“ (1901), „Изабо“ (1911), „Нерон“ (1935) и др. Най-значимото му произведение си остава първата му опера – „Селска чест“.

## Живот и творчество
Пиетро Маскани е роден на 7 декември 1863 година в Ливорно. Той започва да учи музика от малък. По-късно постъпва в Миланската консерватория като ученик на композитора Амилкаре Понкиели (1834 – 1886), автор на „Джоконда“. Поради липса на материални средства Маскани не може да завърши консерваторията. Работи като оперен и оперетен диригент в пътуващи трупи в малки градчета. Става диригент в градчето Чериньоле. Тук Маскани написва и първата си опера – „Селска чест“, за да участва в конкурс, обявен от издателя Едоардо Сонцоньо (ит. Edoardo Sonzogno). За голяма изненада на всички първата награда се присъжда на неизвестния Пиетро Маскани. Така той печели широка популярност. Някои от произведенията му се приемат възторжено, други – с посредствен успех. „Селска чест“ обаче пожънва огромен успех. И до днес тя стои в постоянния репертоар на оперните театри.
Като композитор Маскани се насочва към сюжети с остра конфликност – за него музиката е наситена със силна емоционалност, мелодика. Освен с творчеството си Маскани се занимава и с педагогическа дейност. В продължение на години той е директор на музикалния лицей „Росини“, в който е учил и българският композитор Маестро Атанасов.
Пиетро Маскани умира на 2 август 1945 година в Рим.

## Избрани творби

### Опери
- Cavalleria rusticana (17 май 1890, Teatro Costanzi, Рим) – либрето онлайн Архив на оригинала от 2002-10-01 в Wayback Machine., либрето онлайн
- L'amico Fritz (31 октомври 1891, Teatro Costanzi, Рим) – либрето онлайн
- I Rantzau (10 ноември 1892, Teatro La Pergola, Флоренция)
- Guglielmo Ratcliff (16 февруари 1895, Teatro alla Scala, Милано), композирана между 1885 и началото на 1890-те – либрето онлайн
- Silvano (25 март 1895 Teatro alla Scala, Милано)
- Zanetto (2 март 1896, Liceo Musicale, Песаро) – либрето онлайн
- Iris (22 ноември 1898, Teatro Costanzi, Рим) – либрето онлайн
- Le maschere (17 януари 1901, Teatro Carlo Felice, Генуа – Teatro Regio, Торино – Teatro alla Scala, Милано – Teatro La Fenice, Венеция – Teatro Filarmonico, Верона – Teatro Costanzi, Рим)
- Amica (16 март 1905, Монте Карло, на френски) – Italian либрето онлайн
- Isabeau (2 юни 1911, Teatro Coliseo, Буенос Айрес)
- Parisina (15 декември 1913, Teatro alla Scala, Милано) – либрето онлайн
- Lodoletta (30 април 1917, Teatro Costanzi, Рим) – либрето онлайн
- Il piccolo Marat (2 май 1921, Teatro Costanzi, Рим)
- Pinotta (23 март 1932, Casinò, Сан Ремо), адаптирана версия на кантатата In filanda (1881)
- Nerone (16 януари 1935, Teatro alla Scala, Милано), с музика, написана между 1890-те и 1930-те

### Оперета
- Sì (13 декември 1919, Teatro Quirino, Рим)

### Религиозна музика
- Messa di Gloria in F major за солисти, хор и оркестър (1888)

### Оркестрова музика
- A Giacomo Leopardi, кантата за глас (сопрано) и оркестър (19 юни 1898, Teatro Persiani, Реканати)
- Il re a Napoli, romanza за тенор и оркестър (18 март 1885, Teatro Municipale, Кремона)